# Стефан Мутафов
Стефан Стефанов Мутафов е български невролог, професор.

## Биография
Роден е на 20 март 1925 г. в Попово в семейството на известен търговец. Завършва средното си образование през 1945 г. получавайки две дипломи с отличие: на Софийската духовна семинария и на класическия отдел на Русенската мъжка гимназия. Завършва хуманна медицина през 1952 г. в София. След дипломирането си работи в Лудогорието – първо е селски лекар в Каменово, Кубратско, а после главен лекар на болницата в Кубрат. В периода 1953 – 1955 г. е началник на отдел „Народно здраве и социални грижи“ в Силистра, а след това е старши. инспектор в Окръжния здравен отдел на Русе. Първата му специализация в ИСУЛ е по „Организация на здравеопазването и история на медицината“, а втората специализация е по „Неврология“. Назначен е в периода 1958 – 1961 г. за началник на нервно отделение към трите Медико-санитарни части на Русе.
През 1961 г. с конкурс е избран за научен сътрудник в БАН, а от 1969 г. получава първоначалната си хабилитация на „старши научен сътрудник II степен“ по медицинска антропология. През 1982 г. е избран за „старши научен сътрудник I степен“ по приложна антропология към Института по морфология при БАН.
Преподавателската си работа е започва през 1959 г. в Полувисшия фелдшерски институт в Русе. При преместването му в София придобива правоспособност „специалист по нервни болести“. След първата му хабилитация и успешната защита на олигофренологичен дисертационен труд е избран през 1969 г. за „хоноруван преподавател“ в Софийския университет „Св. Климент Охридски“, отначало в „Клиника на олигофренията“. През 1975 г. е избран в СУ за редовен „доцент по неврология и психопатология“, а от 1986 г. е „професор по неврология“ към СУ, където от 1973 г. завежда сектора по „Дефектология“ към Катедрата по педагогика на Философския факултет. От 1987 г. преминава на щат само към създадената от него дефектологична катедра, която завежда до пенсионирането си през 1991 г. През 1993 г. създава и оглавява Катедрата по „Специална педагогика и социагогика“.
Той е и последен декан (1993 – 1994 г.) на Педагогическия факултет на Шуменския университет, като тогава биват разделени и създадени от него трите нови педагогически факултета на университета. Освен посочените четири научни хабилитации (1969, 1975, 1983, 1986) – във връзка с двете му различни професури, Ст. Мутафов по научни степени е също така „кандидат на медицинските науки“, а от 1970 г. и „доктор на медицинските науки“. От 1994 г. е избран и удостоен със седма научна диплома вече като действителен член на Нюйорската академия на науките САЩ, а през 1995 г. получава осмата си научна диплома като редовен член на Българската национална академия по медицина.
От 1996 г. е щатен професор в ИПКУ на Тракийския университет – Стара Загора.
Проф. Стефан Мутафов е автор на над 550 научни труда, от които 1/5 са публикувани в чужбина. Взел е участие в над 180 научни конгреса, конференции, симпозиуми и сесии. Конструирал е 12 изобретения и 5 рационализации, заради които е „почетен изобретател“ на Р. България. Научната му продукция е разностранна и разработва различни проблеми из областите на неврологията, психиатрията, педагогиката, дефектологията, антропологията, хигиената, ергономията, културологията, история на медицината и психопатологията. Автор е на 35 монографии и на 7 университетски учебника по различни дисциплини.

## Семейство
- баща: Стефан Константинов Мутафов
- майка: Дочка Дончева Мутафова
- брак: Снежинка Александрова Мутафова
- деца: Антоанета Стефанова Дойчева и проф. д-р Емануел Стефанов Мутафов
- внуци: гл. ас. Боян Петров Дойчев, доктор, и Сибила Петрова Дойчева